# Kurt Scheibe
Kurt Scheibe (* 18. Juli 1891 in Chemnitz; † 4. September 1970 in Dresden) war ein deutscher Maler und Grafiker.

## Leben und Werk
Scheibe absolvierte eine Lehre als Musterzeichner und besuchte von 1913 bis 1914 die Königlich Sächsische Kunstgewerbeschule in Dresden. Dann wurde er zum Deutschen Heer eingezogen und musste bis 1918 am Ersten Weltkrieg teilnehmen. Nach dessen Ende setzte er sein Studium fort, brach es aber 1919 ab. Er zog nach Krieschendorf, 1925 nach Pillnitz und 1933 nach Dresden-Loschwitz, Das Adressbuch verzeichnet ihn dort 1943/44 als Kunstmaler im Haus Kotzschweg 30. Scheibe schuf neben Tafelbildern, Aquarellen und Zeichnungen vor allem Radierungen, oft karikatureske Bildnissen und Darstellungen des täglichen Lebens und Stadtansichten. Als Auftragsarbeiten gestaltete er u. a. Exlibris. Ab 1932 beteiligte er sich an Ausstellungen Dresdner Künstlerverbände.
In der Zeit des Nationalsozialismus war Scheibe Mitglied der Reichskammer der bildenden Künste und ab 1940 des Deutschen Künstlerbunds. Er war in dieser Zeit auf mindestens vierzehn Ausstellungen vertreten. 1938 veröffentlichte die Zeitschrift Jugend als Titelbild der Nummer 25 Scheibes Zeichnung „Mann mit Bier“.
In der Städtischen Galerie Dresden befinden sich aus der Schenkung Friedrich Pappermanns einige Bilder Scheibes.

## Rezeption
„Seine Malerei gefiel durch eine altmeisterliche Akkuratesse; in seinen Zeichnungen pflegte er mitunter einen interessanten eigenartigen Linienrhytmus.“

## Werke

### Druckgrafik (Auswahl)
- Der Kupferstichsammler (Kaltnadelradierung, 1922)[4]
- Dresdener Politiker (Radierung, 1922)[5]
- Beim Rasieren (Kaltnadelradierung; um 1922)[6]
- An den Snob (Kaltnadelradierung)[7]
- Blick über die Dächer zur Frauenkirche (Radierung/Strichätzung und Kaltnadel, 1946)[8]

### Tafelbilder (Auswahl)
- Gitarrespieler (1934)[9]
- Holzfäller (vor 1935)[10]
- Frühlingslied (Öl, 1936)[11]
- Pillnitzer Palmenhaus (um 1958, Öl, 60 × 46 cm; auf der Vierten Deutschen Kunstausstellung)[12]

### Aquarelle (Auswahl)
- Bilanz (Aquarell und Tusche, 1947)[13][14]
- Briefträgerin (Aquarell und Tusche, 1953)[15][14]
- Alkohol (Aquarell und Tusche, 1953)[16][14]
- Erdarbeiter (Aquarell und Tusche, 1953)[17][14]

## Ausstellungen in der sowjetischen Besatzungszone und der DDR
- 1946: Dresden, Staatliche Kunstakademie, Kunstausstellung Sächsische Künstler[18]
- 1948: Freiberg, Stadt- und Bergbaumuseum, 3. Ausstellung Erzgebirgischer Künstler[19]
- 1949: Dresden, Grünes Haus (mit Johannes Heinrich Fischer, Barbara Lottermoser und Konstantin Ziegler)
- 1958/1959. Dresden, Vierte Deutsche Kunstausstellung